# 11:11 (chanson de Taeyeon)
Singles de Taeyeon
Why
(2016) Fine
(2017)
11:11  est une chanson enregistrée par la chanteuse sud-coréenne Taeyeon. Elle a été publiée en single digital le 1er novembre 2016 par SM Entertainment. Les paroles de la chanson ont été écrites par Kim Eana tandis que la musique a été composée par Christian Vinten et Chelcee Grimes. Cette chanson a été incluse dans l'édition Deluxe du premier album studio de Taeyeon, My Voice, sorti le 6 avril 2017.

## Contexte et sortie
Le 28 octobre 2016, il a été annoncé que Taeyeon sortira un single digital nommé « 11:11 ». La chanson est décrite comme étant une ballade pop accompagnée d'une mélodie douce de guitare acoustique correspondant bien à l'atmosphère de l'automne,. Les paroles racontent les souvenirs d'une jeune fille au moment où elle faisait un vœu avec son ancien copain lorsque l'horloge affichait 11h11.
Le clip et la chanson sont sortis le 1er novembre. Plus tard, Taeyeon a filmé une performance en version acoustique dont la vidéo a été publiée le 8 novembre.

## Promotion
« 11:11 » n'a pas eu de promotion au moment de sa sortie mais a quand même réussi à capter l'attention du public, comme nous le montrent ses résultats. Ainsi, l'interprétation de cette chanson par Taeyeon à la télévision a eu lieu en fin d'année 2016 à l'occasion des différents festivals de fin d'année qui ont lieu en Corée du Sud, à savoir le SBS Gayo Daejun ou encore au MBC Gayo Daejejeon,. Enfin, l'année suivante à l'occasion de la sortie de son premier album solo, Taeyeon a pu interpréter cette chanson durant une émission sur la chaîne KBS.

## Réception
« 11:11 » a commencé par être classé numéro 2 dans le Gaon Digital Chart et s'est vendu à environ 238 197 d'exemplaires durant sa première semaine de publication. « 11:11 » a été classée numéro 89 au Gaon Digital Chart de fin d'année 2016 et il s'est vendu à 668 462 exemplaires en Corée du Sud en 2016. Elle a aussi été classée numéro 5 au Billboard World Digital Songs chart.
Dans son top 20 des chansons de K-pop de 2016, Billboard a classé la chanson à la 7ème place.
Jusqu'au mois de mars 2017, « 11:11 » a vendu plus de 900 000 copies en Corée du Sud.

## Pistes
| 1. | 11:11                | Kim Eana | Christian Vinten, Chelcee Grimes | 3:43 |
| 2. | 11:11 (Instrumental) |          | Christian Vinten, Chelcee Grimes | 3:43 |

## Crédits
Crédits de My Voice (Édition Deluxe)
- Paroles par Kim Eana (김이나)
- Composée et arrangée par Christian Vinten et Chelcee Grimes
- Voix de Taeyeon
- Direction vocale par Lee Ju-hyung (이주형)
- Édition digitale par Jang Woo-young (장우영) au doobdoob Studio
- Pro Tools par Lee Ju-hyung (이주형)
- Enregistrée et mixée pr Kim Cheol-sun (김철순) au SM Blue Ocean Studio
- Mastering par Tom Coyne au Sterling Sound

## Charts
| Chart (2016)                       | Meilleure position |
| ---------------------------------- | ------------------ |
| Corée du Sud (Gaon)                | 2                  |
| US World Digital Songs (Billboard) | 5                  |

### Classement de fin d'année
| Chart (2016)        | Position |
| ------------------- | -------- |
| Corée du Sud (Gaon) | 89       |

## Historique de publication
| Région   | Date              | Format         | Label            |
| -------- | ----------------- | -------------- | ---------------- |
| Mondial, | 1er novembre 2016 | Téléchargement | SM Entertainment |